# TSV Hartberg Volleyball
Der TSV Hartberg Volleyball ist ein erstklassiger Volleyballverein aus Hartberg in der Oststeiermark. Der Verein ist vor allem für die Arbeit mit österreichischen Spielern und eine ambitionierte Nachwuchsarbeit bekannt.

## Geschichte
Der Hartberger Volleyballverein wurde am 25. Januar 1985 als Sektion des TSV Hartberg gegründet. Schon von Anfang an setzten die Funktionäre den Schwerpunkt auf eine breite Nachwuchsarbeit, um die Kampfmannschaften mit jungen Spielern aus den eigenen Nachwuchsteams besetzen zu können. Im Laufe der Jahre konnte sich der TSV Hartberg als Spitzenverein in der Steiermark positionieren. Das Herrenteam schaffte 1997 den Aufstieg in die 1. Bundesliga, das Damenteam folgte 2004.
Am 24. Mai 2000 beschloss die Sektion Volleyball und am 8. Juni der Vorstand des TSV Hartberg die Sektion auszugliedern und einen eigenen Verein „TSV Hartberg Volleyball“ zu gründen.
2005 konnte das Herrenteam sich erstmals für den Europacup qualifizieren, in dem beide Teams in den folgenden Jahren mehrmals vertreten waren.

## AVL (Herren)
Das 1. Herrenteam konnte sich als Sieger der 2. Bundesliga 1996/1997 für die erste Bundesliga (AVL) qualifizieren, in der es seither spielt. In der Saison 2006/2007 konnte das Team den Österreichischen Volleyballcup für sich entscheiden. Auch in den folgenden Saisonen war das Team von Coach Michael Horvath (ab 2011/2012 Markus Hirczy) in den Finalspielen des Cups vertreten.
Im Herbst 2010 konnte das Team im Europacup sogar den deutschen Bundesligisten TV Rottenburg im Heimspiel besiegen, verlor auswärts allerdings den Entscheidungssatz knapp. Als einziger Verein der AVL verzichteten die Hartberger 2011/2012 vollständig auf den Einsatz von Legionären.

## WVL (Damen)
Das erste Damenteam des TSV konnte nach zahlreichen Landesmeistertiteln 2003 in die Austrian Volley League Women (WVL) aufsteigen. Seither konnte sich das Team in der höchsten Spielklasse halten. 2010/2011 war man auch im Europacup vertreten. Unter Trainer Markus Hollerit konnte das Team nach einem packenden Halbfinale gegen das Top-Team Linz-Steg den Finaleinzug im österreichischen Cup fixieren. Dort unterlag man dem SVS Post aus Schwechat jedoch klar mit 0:3.

## Weitere Teams

### Amateurmannschaften
Das zweite Herrenteam des TSV spielt in der 2. Bundesliga Ost, wo man 2011/2012 im Grunddurchgang den 7. Platz belegte. Das Team wird in der Saison 2012/2013 von Gottfried Rath betreut.
Die zweite Mannschaft im Damenbereich spielt in der ersten steirischen Landesliga, wo man im Grunddurchgang der Saison 2011/2012 den 4. Platz erreichen konnte.
In beiden Teams wird vor allem die Arbeit mit Nachwuchsspielern gefördert, um diese auf den Einsatz in den 1. Ligen vorzubereiten. Daher ist das Durchschnittsalter der Spieler deutlich unter dem anderer Teams der Klasse.

### Nachwuchs
Traditionell steht die Nachwuchsarbeit beim TSV ganz oben – man konnte in der Vergangenheit zahlreiche Landes- und Bundesmeistertitel nach Hartberg holen. Dabei macht man sich auch die enge Zusammenarbeit mit der Sport-Abteilung des Gymnasiums Hartberg zunutze. Hier konnte man auch 2012 sowohl bei den Burschen, als auch bei den Mädchen den Bundesmeistertitel in der Oberstufen-Schülerliga holen.

## Sonstiges

### Erfolge
- Mehrfache Meistertitel in der Landes- bzw. 2. Bundesliga (1994–2001)
- Steirischer Cupsieger 1998 und 1999 (Herren)
- 6 Europacupteilnahmen (Damen und Herren) 2003–2011
- Österreichischer Cupsieger Herren 2007 und 2013[8]
- Zahlreiche Meistertitel im Nachwuchsbereich auf Landes- und Bundesebene

### Weiteres
Der TSV Hartberg Volleyball ist auch im Beachvolleyball aktiv. 2012 war man Veranstalter der CEV Unter-20 Beachvolleyball-EM.
Die Heimstätte der Volleyballer ist das Bundesschulzentrum in Hartberg.